# ランキング制 (柔道)
柔道におけるランキング制（ランキングせい）は、2009年1月から施行される柔道国際大会で与えられるポイント制度。2012年ロンドンオリンピックの出場権はこのポイントによって決定された。また、2014年からは国内ランキングも創設された。

## 世界ランキング

### 概要
- 2009年1月から始まる“IJFワールド柔道ツアー”で各大会の成績に応じて選手個人にポイントが与えられる。
- 各国際大会は格付けされ、ランクによってポイントが異なる。
- 選手はポイント数によって順位をつけられ、五輪出場枠は男子上位22か国まで、女子上位14か国までと決められている。東京オリンピックからは男女とも上位18名になった[1]。ランキング内に同じ国の選手が複数含まれる場合は出場枠を満たすまで繰り下げられる。出場1カ国1代表の原則は変わらない。ただしランキング内に同じ国の選手が複数含まれる場合、選考はその国に委ねられる。

- またランキングに届かない国・地域に対しては、5大陸ごとに別途出場枠が設けられている。
- 2014年からはジュニア(15歳以上21歳未満)とカデ(15歳以上18歳未満)にも世界ランキングを創設することになった。そのランキングに基づいて世界ジュニアや世界カデのシードがなされる[2]。

### 導入の背景
- 他のメジャースポーツに倣い、ポイント制を導入することで競技者同士の実力を客観的に明確に評価できる。

日本の場合、国内における五輪代表選考は過去の実績重視の傾向にあった。過去に一部の選手が代表選考会で負けたものの、実績を評価されて五輪代表入りを果たした。このような選考結果は憶測を生み、選考基準の十分な内容説明となっていない。そのため各国際大会をポイント化し、たとえ過去に大きな実績を残した選手と言えども各国際大会で成績を残してポイントを獲得して、ランキングに入る必要が出てきた。実績重視の選考方法を見直す機会となった。ただしその半面、いかに実績・実力があっても故障・出産などで国際大会に出られない時期があれば代表選考で大きく不利になる。
- 商業ベースへ載せる狙いがある。各国際大会にランクを付け、複数の優勝者を定期的に輩出することで各大会を盛り上げ優勝者には賞金を出して、テレビの放映権料を増大させ商業ベースに乗せることも導入の目的とされているIJFワールド柔道ツアーも参照。

国際柔道連盟(IJF)会長のマリウス・ビゼールも就任直後からポイント制度の導入を推進。2008年10月のIJF理事会で決定した。

### ポイント算出方法
2009年1月1日時点で全選手は0ポイントからスタートする。
国際オリンピック委員会(IOC)の働きかけで五輪直前2年間のポイントを換算して五輪出場資格を決めることになった。2009年1月から獲得したポイントは各国際大会でのシード権として利用される。五輪直前2年以上前のポイントが少ない場合は各国際大会の早いラウンドで強豪と当たる可能性が高くなる。また、ポイントの加算対象となるのは、12か月以内で好成績を収めた上位5大会のみとなる。
ロンドン五輪出場資格となるポイントの期日は
2010年5月1日-2011年4月30日までの最大5試合のポイントを50%
2011年5月1日-2012年4月30日までの最大5試合のポイントを100%
として計算し、合計ポイントによって決められる。
なお、五輪出場資格とは別に、選手のランキングとして用いられるポイント計算方法は以下。
獲得ポイントは計算時点より起算したその獲得時期により減じる。
- 12か月（1年）以内…100%（減算無し）
- 13-24か月（2年）以内…50%（半分に減算）

2013年からは各大会の獲得ポイントが変更されることになった。ポイントの算出方法も、12か月以内で好成績を収めた上位5大会及びワールドマスターズか大陸選手権のどちらかで得たポイントの計6大会がランキングポイントとなるように変更された。
マスターズと大陸選手権の両大会に出場した場合、ポイントの高い方が6番目のポイントとして加算される。低い方は上位5大会のうちの1つに組み込まれる。なお、階級を変更した場合は前の階級のポイントは持ち越されず、ゼロポイントからやり直しになる。階級を変更しなくても国籍を変更した場合は、ゼロポイントから新たにやり直しとなる。しかしながら、2022年からは元のポイントが持ち越されることに決まった。なお、難民選手団に属していた選手が新たな国籍を得た場合は、既存のポイントが引き継がれることが検討されていた。2017年からは世界ジュニアの成績もシニアの世界ランキングにポイントとして反映されることになった。
オリンピックでメダルを獲得した選手のうち、2012年のロンドンオリンピックでは75%、2016年のリオデジャネイロオリンピックでは87.5%が世界ランキングの上位8名に位置するシード選手だった。

### 各大会ポイントの詳細
| 順位         | ポイント比率 （優勝基準） | コンチネンタルオープン | グランプリ | グランドスラム | ワールドマスターズ | 世界選手権 | 世界ジュニア | 大陸選手権 | オリンピック |
| ------------ | ------------------------- | ---------------------- | ---------- | -------------- | ------------------ | ---------- | ------------ | ---------- | ------------ |
| 優勝         | 100%                      | 100                    | 700        | 1000           | 1800               | 2000       | 700          | 700        | 2200         |
| 準優勝       | 60%                       | 70                     | 490        | 700            | 1260               | 1400       | 490          | 490        | 1540         |
| 3位タイ      | 40%                       | 50                     | 350        | 500            | 900                | 1000       | 350          | 350        | 1100         |
| 5位タイ      | 20%                       | 36                     | 252        | 360            | 648                | 720        | 252          | 252        | 792          |
| 7位タイ      | 16%                       | 26                     | 182        | 260            | 468                | 520        | 182          | 182        | 572          |
| ベスト16     | 12%                       | 16                     | 112        | 160            |                    | 320        | 112          | 112        | 352          |
| ベスト32     | 8%                        | 12                     | 84         | 120            |                    | 240        | 84           | 84         | 264          |
| 1試合勝利    | 4%                        | 10                     | 70         | 100            |                    | 200        | 70           | 70         |              |
| 参加ポイント | 0.8%                      |                        | 6          | 10             | 200                | 20         | 6            | 6          |              |

2014年からは新たに世界団体におけるシードを決定するための国別ランキング制度を設定することになった。世界選手権と大陸選手権の際に行われる団体戦がポイントの対象となる。個人戦同様にポイントが有効となるのは2年間。
| 順位     | ポイント比率 （優勝基準） | 大陸選手権 | 世界選手権 |
| -------- | ------------------------- | ---------- | ---------- |
| 優勝     | 100%                      | 700        | 2000       |
| 2位      | 60%                       | 490        | 1400       |
| 3位      | 40%                       | 350        | 1000       |
| 5位      | 20%                       | 252        | 720        |
| 7位      | 16%                       | 182        | 520        |
| ベスト16 | 12%                       | 112        | 320        |
| ベスト32 | 8%                        | 84         | 240        |

(出典)。

## 国内ランキング

### 概要
女子柔道強化選手への暴力問題に端を発して、JOCや暴力問題を調査するために立ち上げられた第三者委員会から、代表選考過程の透明化を要請されていたことを受けて、全柔連は2014年からIJFによる世界ランキングとは別に、国内にも独自のランキングを制定することになった。
ランキングは以下に規定した各種ポイントを2年間集計して、直近の1年間は100%、その前年は50％が有効ポイントとして加算される。国際大会は点数の良い上位3大会が加算対象となる。また、ポイント以外にも、それぞれの大会で獲得できるポイントのうち、どの程度を獲得できたかも算出して、それも指標の対象とする。
但し、このランキングは強化委員会において代表選手選考の参考資料として活用されるものの、これのみで代表選手が決定されることはない。

### 国内大会勝利ポイント
- 国内大会では講道館杯、全日本選抜体重別選手権、全日本選手権の3大会がランキングポイント対象大会となる。なお、前年のオリンピックや世界選手権の代表になった選手は国内大会勝利ポイントの他に80点が付与される。世界選手権の第2代表だった選手は56点[16]。

| 順位 | ポイント比率 （優勝基準） | 講道館杯 | 選抜体重別 | 全日本選手権 |
| ---- | ------------------------- | -------- | ---------- | ------------ |
| 優勝 | 100%                      | 80       | 100        | 100          |
| 2位  | 60%                       | 56       | 70         | 70           |
| 3位  | 40%                       | 40       | 50         | 50           |
| 5位  | 20%                       |          |            | 36           |

### 国際大会出場基礎点
- 強化委員会によって選出されて国際大会に出場する選手には、大会のレベルに応じて出場基礎点が付与されていたが、2017年からは取り止めとなった。但し、前年のオリンピックか世界選手権代表には代表点として80ポイントが付与される。世界選手権の第2代表には56ポイントが付与される（第1代表と第2代表に明確な差が認められない場合はどちらにも80ポイントが付与される）

### 国際大会勝利ポイント(レベル固定大会)
- オリンピック、世界選手権、ワールドマスターズの3大会に関しては、出場選手のレベルに関わらず以下の勝利ポイントが付与される。

| 順位      | ポイント比率 （優勝基準） | マスターズ | 世界選手権 | オリンピック |
| --------- | ------------------------- | ---------- | ---------- | ------------ |
| 優勝      | 100%                      | 140        | 180        | 200          |
| 2位       | 60%                       | 98         | 126        | 140          |
| 3位       | 40%                       | 70         | 90         | 100          |
| 5位       | 20%                       | 50         | 65         | 72           |
| 7位       | 16%                       |            | 47         | 52           |
| ベスト16  | 12%                       |            | 29         | 32           |
| ベスト32  | 8%                        |            | 22         | 24           |
| 1試合勝利 | 4%                        |            | 18         | 20           |

### 国際大会勝利ポイント(レベル変動大会)
- オリンピック、世界選手権、ワールドマスターズの3大会以外の国際大会に関しては、その大会でシードされた8名ないしは4名の世界ランキングの平均値をもとに大会の格付けが行われるため、大会ごとに勝利ポイントが変動することになる。

- 具体的には、その大会に出場する日本選手を除く外国選手上位8名の世界ランキングの平均値によって、各種国際大会をA、B、C、Dの4段階に格付けする。

- アジア大会、アジア選手権、東アジア大会などは出場国に制約があることを考慮に入れて、外国選手上位4名の世界ランキングの平均値をもとに格付けする。

- IJFのポイントランキング対象外になるシニアの国際大会や世界ジュニアは、一律Dレベルと規定する。

| 順位     | ポイント比率 （優勝基準） | A   | B  | C  | D  |
| -------- | ------------------------- | --- | -- | -- | -- |
| 1位      | 100%                      | 100 | 80 | 60 | 40 |
| 2位      | 60%                       | 70  | 56 | 42 | 28 |
| 3位      | 40%                       | 50  | 40 | 30 | 20 |
| 5位      | 20%                       | 36  | 29 | 22 |    |
| 7位      | 16%                       | 26  | 21 |    |    |
| ベスト16 | 12%                       | 16  |    |    |    |

### 有力選手勝利ポイント
- 過去4年間のオリンピック、世界選手権、ワールドマスターズ優勝者に勝利した場合は、別途勝利ポイントが加算される。

| 優勝者                   | ポイント |
| ------------------------ | -------- |
| オリンピック優勝者       | 20       |
| 世界選手権優勝者         | 15       |
| ワールドマスターズ優勝者 | 10       |

### 団体戦の国際大会勝利ポイント
- 世界選手権の団体戦で1試合勝利するごとに20ポイント、アジア大会及びアジア選手権では10ポイント、ユニバーシアード、東アジア選手権、世界ジュニアではそれぞれ5ポイントが付与される

| 大会                                           | ポイント |
| ---------------------------------------------- | -------- |
| 世界選手権                                     | 20       |
| アジア大会及びアジア選手権                     | 10       |
| ユニバーシアード、東アジア選手権、世界ジュニア | 5        |